# Cotești
Cotești es una comuna ubicada en el distrito de Vrancea, Rumania.

## Superficie
Posee una superficie de 50,84 kilómetros cuadrados.

## Demografía
Hasta 2021 la población era de 4772 habitantes, con una densidad de población de 93,86 habitantes por kilómetro cuadrado.